# 가로쿠
가로쿠(嘉禄, かろく)는 일본의 연호(元号) 중 하나이다.
- 전후 : 겐닌(元仁) 이후 - 안테이(安貞) 이전.
- 시기 : 1225년~1226년
- 천황 : 고호리카와 천황
- 쇼군 : 가마쿠라 막부의 후지와라 노 요리쓰네
- 싯켄 : 호조 야스토키

## 개원
- 겐닌 2년 4월 20일(율리우스력 1225년 5월 28일), 개원(改元).
- 가로쿠 3년 12월 10일(율리우스력 1228년 1월 18일), 안테이로 개원된다.

## 출전
《박물지》의 “承皇天嘉禄”

## 가로쿠 시기에 일어난 일
- 원년
  - 10월 : 가마쿠라 막부의 어소(御所, 고쇼)를 와카미야오지(若宮大路)로 이전하다.
  - 12월 : 막부 효조쇼(評定所)를 설치하다.
- 2년
  - 1월 : 구조 요리쓰네가 가마쿠라 막부 제4대 쇼군에 취임하다.

### 죽음
- 원년
  - 6월 : 오오에 노 히로모토
  - 7월 : 호조 마사코

## 서력과의 대조표
| 가로쿠 | 원년   | 2년    | 3년    |
| ------ | ------ | ------ | ------ |
| 서력   | 1225년 | 1226년 | 1227년 |
| 간지   | 을유   | 병술   | 정해   |

## 같이 보기
- 일본의 연호 일람

| 이전 겐닌 | 일본의 연호 1225년 ~ 1227년 | 다음 안테이 |